# Селезівка
Селезі́вка — село в Україні, у Словечанській сільській громаді Коростенського району Житомирської області. Населення становить 249 осіб.

## Географія
На заході від села бере початок річка Жолобниця, а на північному заході від села бере початок річка Рудниця.
На сході від села бере початок річки Струга, права притока Лохниці.
На південному сході беруть початок річки Канал Стрілка та Рубчик, ліві притоки Канави Осмольської.

## Історія
Підписання документа « Акт від 21 вересня 1474 року»  відбулося на заїжджому дворі в Каменщині, що належав капітулі віленській («на корчме капитульнее стороны подле Плотницы реки граничьное»), що знаходився біля дороги і броду над річкою Плотниця, згодом названий «Воробйова Корчма» або слобода Селізовка (зараз село Селезівка Овруцького району).
По свідченням старожилів села, хутір який існував на місці села Селезівка мав назву Воробйова Корчма. 
До 1939 р. Селезівка була хутором Бігунської сільської ради Словечанського району. В ході колективізації, яка на півночі Житомирщини затяглася до 1939 р. велася боротьба з одноосібниками. Радянська влада створювала колгоспи, тому вона знищувала хутори і маленькі села, а людей переселяла до інших населених пунктів. До жителів хутора Селезівка було переселено жителів хуторів Товстиця, Можарець, Парослов, Плотище та багато інших.
У селі в 1919 році народився Рослик Павло Адамович. Указом Президії Верховної Ради СРСР від 24 березня 1945 року за зразкову організацію оборони в передгір'ях Карпат і розгром супротивника, що перевершує в силах, утримання в оперативному відношенні важливого гірського проходу і проявлені при цьому мужність і героїзм капітанові Павлу Адамовичеві Рослику присвоєно звання Героя Радянського Союзу з врученням ордена Леніна і медалі «Золота Зірка». Ім'я Героя носить школа в селі Селезівка.
30 грудня 1962 р. село Селезівка включено до Овруцького району.
В Селезівці розташована центральна садиба Поліського природного заповідника, заснованого у 1968 році з метою збереження природних комплексів Українського Полісся.
Станом на 2019 р. мешканці села займаються традиційним українським промислом бортництвом.